# Oporinia bicinctata
Oporinia bicinctata là một loài bướm đêm trong họ Geometridae.